# 488

488(사백팔십팔)은 487보다 크고 489보다 작은 자연수다.

## 수학
- 합성수로, 그 약수는 1, 2, 4, 8, 61, 122, 244, 488이다. 진약수의 합은 442이므로, 488은 부족수다.
- 자릿수 제곱합이 제곱수인 50번째 자연수다. 이 성질을 지닌 앞의 수는 481, 다음 수는 500이다. (OEIS의 수열 A175396)
  - {\displaystyle 4^{2}+8^{2}+8^{2}=16+64+64=144=12^{2}}
- {\displaystyle 488=2^{2}+22^{2}}
  - 서로 다른 두 자연수의 제곱합으로 나타낼 수 있는 수다.
- {\displaystyle 11^{4}-1}은 488로 나누어떨어진다.

## 과학
- NGC 488(영어판): 물고기자리 방향에 있는 나선 은하.

## 교통
- 일본 488번 국도(일본어판): 시마네현 마스다시에서 히로시마현 하쓰카이치시까지 이어지는 일본의 국도.
- 현도 제488호선

## 군사
- U-488(영어판, 독일어판): 제2차 세계 대전에 사용된 나치 독일의 군용 잠수함.

## 문화유산
- 대한민국의 보물 제488호: 안성 칠장사 혜소국사비
- 대한민국의 사적 제488호: 달성 도동서원

## 방송
- 스카이라이프의 대교어린이TV 채널 번호.

## 기타
- 연도: 488년, 기원전 488년